# Dösener See
Der Dösener See (auch Dösnersee) ist ein etwa 13 Hektar großer See im Nationalpark Hohe Tauern im österreichischen Bundesland Kärnten. Er liegt auf einer Höhe von 2270 m ü. A. im Gemeindegebiet von Mallnitz.

## Geographie
Der Dösener See markiert das Ende des in Mallnitz beginnenden, etwa 7 Kilometer langen Dösentals. Er liegt etwa 9 Kilometer von der Ortschaft entfernt. Im Norden, Süden und Osten ist er von einem Gebirgszug mit steil abfallenden Hängen umgeben. Der höchste Gipfel hiervon ist das Säuleck mit 3086 m ü. A.
Der Dösenbach, einziger Zu- und Abfluss des Sees, entspringt etwa 1 km südöstlich des Sees. Von der Westspitze des Sees aus fließt er durch das Dösental weiter nach Mallnitz, wo er in den Mallnitzbach mündet.
Der See hat eine längliche Form, die größte West-Ost-Erstreckung beträgt 700 m. An der breitesten Stelle ist er von Norden nach Süden 220 m breit. Seine Fläche beträgt etwa 13 ha, damit ist er der größte Karsee im Nationalpark Hohe Tauern.

## Ökologie
Der See weist am Ende des Sommers eine Oberflächentemperatur von lediglich 7 °C auf. Die Sichttiefe beträgt bis zu 12 m. Aufgrund des Klimas und der Höhe des Sees ist er rund drei Viertel des Jahres eisbedeckt und nur im Sommer ohne gefrorene Abschnitte.

### Flora und Fauna
Bisher wurden im See ausschließlich Seesaiblinge gefangen, die in den Alpen normalerweise Seen bis 2600 m Höhe bevölkern. Plankton kommt im See nur in geringer Menge vor. Häufigste Formen sind beim Zooplankton Rädertierchen, beim Phytoplankton vor allem Panzeralgen und Grünalgen.

## Umgebung
Direkt am Westufer des Sees liegt das 1910–11 erbaute Arthur-von-Schmid-Haus. Es bezieht sein Wasser aus dem Dösener See. Nächste Besiedlung ist die auf 1953 m gelegene und unbewohnte Dösentalalm, die nächstgelegene Ortschaft ist Mallnitz.
Östlich des Sees befindet sich der aktive Dösener Blockgletscher. Im Untergrund beträgt die Temperatur ganzjährig unter 0 °C. Vom Parkplatz „Dösental“ führt der Blockgletscherweg Dösental über den Dösener See zum Blockgletscher hin. Die Universität Graz führte am Blockgletscher seismische, elektromagnetische und Bodenradarmessungen durch. Die Permafrostmächtigkeit beträgt durchschnittlich 30–40 m.